# Hugo III van Bourgondië
Hugo III van Bourgondië (circa 1142 - Akko, 25 augustus 1192) was van 1162 tot 1192 hertog van Bourgondië. 

## Levensloop
Hij was de oudste zoon van hertog Odo II van Bourgondië en diens gemalin Maria van Champagne, dochter van graaf Theobald II van Champagne. 
De regering van Hugo III betekende het einde van de periode van relatieve vrede in het hertogdom Bourgondië. Hugo III was namelijk nogal strijdlustig en raakte als hertog van Bourgondië algauw in conflict met koning Lodewijk VII van Frankrijk over de grenzen van het hertogdom Bourgondië. 
Toen Filips II in 1180 koning van Frankrijk werd, overtuigde Hugo III verschillende vazallen van de koning ervan om een bondgenootschap met Bourgondië te beginnen. Filips II zelf was daar niet tevreden mee en viel het hertogdom Bourgondië aan. Zo werd de stad Châtillon-sur-Seine door de troepen van de koning belegerd. De stad viel en de aanvoerder van de Bourgondische troepen, Hugo's zoon Odo III, werd gevangengenomen. Vervolgens werd er een vredesverdrag onderhandeld. Bij dit verdrag moest Hugo III een hoge som betalen om zijn zoon vrij te krijgen en zijn ambities opgeven om meer grondgebied te bemachtigen.
In 1187 verplaatste Hugo III de hoofdstad van zijn hertogdom naar Dijon, waarna hij van de stad een belangrijk handelscentrum maakte.
In 1189 nam Hugo III net als Filips II van Frankrijk deel aan de Derde Kruistocht. Nadat Filips II terugkeerde naar Frankrijk, werd Hugo III de aanvoerder van de Franse troepen. Hij speelde een belangrijke rol in de overwinning van de kruisvaarders bij zowel de Slag bij Arsoef als het Beleg van Akko. Nadat het beleg van Akko was afgelopen, overleed Hugo III in augustus 1192 in de stad.

## Huwelijken en nakomelingen
Hugo III huwde in 1165 met Alix van Lotharingen (circa 1145-1200), dochter van hertog Mattheus I van Lotharingen. Ze kregen volgende kinderen:
- Odo III (1166-1218), hertog van Bourgondië.
- Alexander (1170-1205), heer van Montagu.
- Dulce (1175-circa 1219), huwde met Simon van Semur, heer van Luzy.
- Alix (geboren circa 1177), huwde met heer Béraud VII van Mercœur.

In 1183 verstootte Hugo III zijn eerste vrouw en hertrouwde hij met gravin Beatrix van Albon (1161-1228). Ze kregen volgende kinderen:
- Guigo VI (1184-1237), graaf van Albon.
- Mathilde (1190-1242), huwde met graaf Jan I van Chalon.
- Anna (1192-1243), huwde met graaf Amadeus IV van Savoye.

## Voorouders
| Voorouders van Hugo III van Bourgondië | Voorouders van Hugo III van Bourgondië                                | Voorouders van Hugo III van Bourgondië                                | Voorouders van Hugo III van Bourgondië                                | Voorouders van Hugo III van Bourgondië                                | Voorouders van Hugo III van Bourgondië                                  | Voorouders van Hugo III van Bourgondië                                  | Voorouders van Hugo III van Bourgondië                                  | Voorouders van Hugo III van Bourgondië                                  |
| -------------------------------------- | --------------------------------------------------------------------- | --------------------------------------------------------------------- | --------------------------------------------------------------------- | --------------------------------------------------------------------- | ----------------------------------------------------------------------- | ----------------------------------------------------------------------- | ----------------------------------------------------------------------- | ----------------------------------------------------------------------- |
| Overgrootouders                        | Hendrik van Bourgondië (1035-1066) ∞ ? (-)                            | Hendrik van Bourgondië (1035-1066) ∞ ? (-)                            | Willem I van Bourgondië (1020-1087) ∞ Stephania van Longwy-Metz       | Willem I van Bourgondië (1020-1087) ∞ Stephania van Longwy-Metz       | Stefanus II van Blois (1045-1102) ∞ Adela van Engeland (1062-1137)      | Stefanus II van Blois (1045-1102) ∞ Adela van Engeland (1062-1137)      | Engelbert van Karinthië (1070-1141) ∞ Uta van Passau (-1099)            | Engelbert van Karinthië (1070-1141) ∞ Uta van Passau (-1099)            |
| Grootouders                            | Odo I van Bourgondië (1060-1102) ∞ Sibylla van Bourgondië (1065-1101) | Odo I van Bourgondië (1060-1102) ∞ Sibylla van Bourgondië (1065-1101) | Odo I van Bourgondië (1060-1102) ∞ Sibylla van Bourgondië (1065-1101) | Odo I van Bourgondië (1060-1102) ∞ Sibylla van Bourgondië (1065-1101) | Theobald IV van Blois (1090-11152) ∞ Mathilde van Karinthië (1106-1161) | Theobald IV van Blois (1090-11152) ∞ Mathilde van Karinthië (1106-1161) | Theobald IV van Blois (1090-11152) ∞ Mathilde van Karinthië (1106-1161) | Theobald IV van Blois (1090-11152) ∞ Mathilde van Karinthië (1106-1161) |
| Ouders                                 | Hugo II van Bourgondië (1118-1162) ∞ Maria van Champagne (1128-1190)  | Hugo II van Bourgondië (1118-1162) ∞ Maria van Champagne (1128-1190)  | Hugo II van Bourgondië (1118-1162) ∞ Maria van Champagne (1128-1190)  | Hugo II van Bourgondië (1118-1162) ∞ Maria van Champagne (1128-1190)  | Hugo II van Bourgondië (1118-1162) ∞ Maria van Champagne (1128-1190)    | Hugo II van Bourgondië (1118-1162) ∞ Maria van Champagne (1128-1190)    | Hugo II van Bourgondië (1118-1162) ∞ Maria van Champagne (1128-1190)    | Hugo II van Bourgondië (1118-1162) ∞ Maria van Champagne (1128-1190)    |